# Ashford (Alabama)
Pour les articles homonymes, voir Ashford (homonymie).
Ashford est une municipalité américaine située dans le comté de Houston en Alabama.

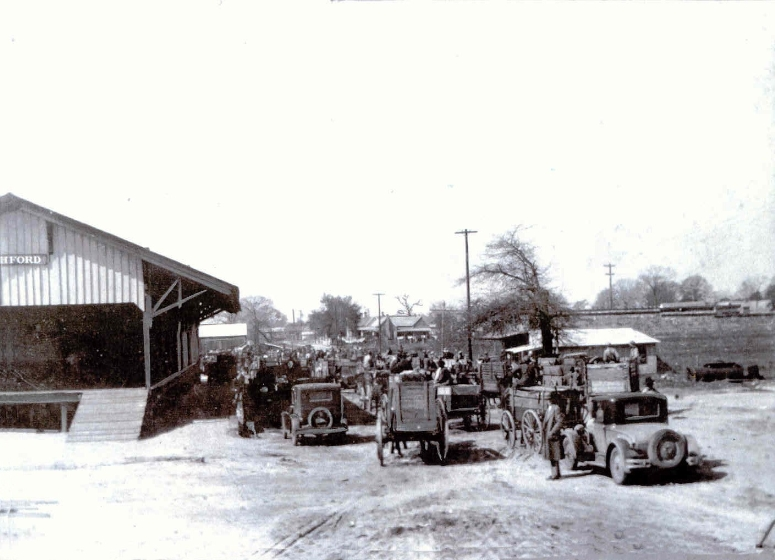
Dépôt d'Ashford des années 1920

Selon le recensement de 2010, sa population est de 2 148 habitants. La municipalité s'étend sur 6,32 milles carrés (16,37 km2).

## Démographie
| 1900 | 1910 | 1920 | 1930 | 1940  | 1950  | 1960  | 1970  |
| ---- | ---- | ---- | ---- | ----- | ----- | ----- | ----- |
| 286  | 479  | 754  | 920  | 1 224 | 1 400 | 1 511 | 1 980 |

| 1980  | 1990  | 2000  | 2010  | - | - | - | - |
| ----- | ----- | ----- | ----- | - | - | - | - |
| 2 165 | 1 926 | 1 856 | 2 148 | - | - | - | - |